# Pazo de A Parda
El Pazo de A Parda es un pazo originario del siglo XVII situado en la ciudad española de Pontevedra. 

## Ubicación
Está localizado al sur del barrio de A Parda, en el límite con el lugar de O Marco, en la parroquia pontevedresa de Marcón, muy cerca de la Avenida Conde de Bugallal y de la PO-542.

## Historia
El pazo tiene su origen documentado en el año 1620, fecha inscrita en una piedra de una de las fuentes del jardín, lo que atestigua su larga historia. La fundación de este conjunto arquitectónico se atribuye a los hermanos Malvar, influyentes miembros del clero que ejercieron como deanes en la catedral de Santiago de Compostela.
A comienzos del siglo XX, el Pazo de A Parda se transformó en un influyente escenario de la vida política española. Su propietario, Gabino Bugallal Araújo - II conde de Bugallal, destacado ministro y presidente de las Cortes en varias ocasiones - lo eligió como residencia estival. Durante aquellos años, el pazo fue punto de encuentro de relevantes figuras del poder, albergando reuniones y negociaciones clave que marcaron una etapa significativa en la historia política del país. En esta época caminó por sus jardines el Consejo de Ministros del Rey Alfonso XIII.

## Descripción
El Pazo de A Parda es una señorial mansión y propiedad gallega originaria del siglo XVII que combina arquitectura tradicional en granito y una residencia principal de 675 m² en forma de U con un extenso jardín romántico de casi 15.000 m². Aunque fue levantado en el siglo XVII, el edificio fue objeto de sucesivas reformas en los siglos XVIII y XIX que dejaron una huella notable en su arquitectura, adaptándola a los gustos y necesidades de cada época.
El acceso al conjunto se realiza por un portal de piedra con escudos del linaje de los Acuña y leones esculpidos, que conduce a un paseo flanqueado por magnolios y una fuente central. Aunque históricamente asociado al linaje de los Condes de Bugallal, los orígenes del Pazo de A Parda se encuentran en la noble familia pontevedresa de los Acuña. Sus blasones, aún visibles en los escudos del edificio, atestiguan esta vinculación. El mayorazgo de los Acuña fue establecido en el siglo XVII, si bien la construcción actual del pazo corresponde principalmente a los siglos XVIII y XIX. Uno de los miembros de esta familia ostentaba el título de Señor de la Quinta de A Parda.
El edificio principal, coronado por una torre almenada de planta baja y dos pisos, cuenta con 12 dormitorios, varias estancias sociales como comedor, sala de estar, salón, solana, biblioteca y despacho, bodega y lagar. Varias de las estancias presentan decoración de azulejo andaluz en la parte inferior de sus muros. En el exterior el edificio principal remata a la derecha con una balconada sostenida por cuatro ménsulas.
El conjunto de las dependencias del pazo se completa con edificaciones auxiliares como una casa de estilo portugués para los caseros, cuadras, pajar y un notable hórreo sobre 12 pilares de piedra. Destaca también su capilla semipública barroca de piedra de planta rectangular, accesible desde la calle de O Marco y desde el antiguo Camino Real y con capacidad para 40 personas, elemento que otorga al conjunto la categoría de auténtico pazo gallego.
El entorno ajardinado, poblado de árboles centenarios, fuentes ornamentales y parterres geométricos, refuerza el carácter romántico del conjunto. Es una propiedad privada que pertenece a la familia Fernández-Bugallal del Condado de Bugallal.